# (29468) 1997 UC
1997 يو سي (ويعرف أيضًا باسم (29468) 1997 يو سي وفق تسمية الكوكب الصغير) (بالإنجليزية: 1997 UC)‏ هو كويكب ضمن حزام الكويكبات؛ وترتيبه 29468 من حيث الاكتشاف.
اكتُشف هذا الجُرم الفلكي بواسطة تاكيشي أوراتا ‏ في 20 أكتوبر 1997.

## وصلات خارجية
- (29468) 1997 UC في قاعدة بيانات مختبر الدفع النفاث لأجرام النظام الشمسي الصغيرة

- الاكتشاف · مخطط المدار ·  العناصر المدارية · المعلمات المادية

- (29468) 1997 UC على موقع ويكي سكاي: DSS2, SDSS, GALEX, IRAS, Hydrogen α, X-Ray, Astrophoto, Sky Map, Articles and images